# Parsons (Virginia Occidental)
Parsons es una ciudad ubicada en el condado de Tucker en el estado estadounidense de Virginia Occidental. En el Censo de 2010 tenía una población de 1485 habitantes y una densidad poblacional de 477,8 personas por km².

## Geografía
Parsons se encuentra ubicada en las coordenadas 39°5′40″N 79°40′42″O / 39.09444, -79.67833. Según la Oficina del Censo de los Estados Unidos, Parsons tiene una superficie total de 3.11 km², de la cual 2.87 km² corresponden a tierra firme y (7.75%) 0.24 km² es agua.

## Demografía
Según el censo de 2010, había 1485 personas residiendo en Parsons. La densidad de población era de 477,8 hab./km². De los 1485 habitantes, Parsons estaba compuesto por el 98.79% blancos, el 0.07% eran afroamericanos, el 0.07% eran amerindios, el 0% eran asiáticos, el 0% eran isleños del Pacífico, el 0% eran de otras razas y el 1.08% pertenecían a dos o más razas. Del total de la población el 0.81% eran hispanos o latinos de cualquier raza.